# Connect (xưởng phim)
Studio CONNECT (Nhật: スタジオ CONNECT Hepburn: Sutajio Konekuto), còn được viết đơn giản là CONNECT, là một xưởng phim hoạt hình Nhật Bản và là một chi nhánh thuộc  Silver Link., Inc. Xưởng phim ban đầu được thành lập dưới tên CONNECT, Inc vào tháng 4 năm 2012 với hình thức là một công ty con của Silver Link, nhưng sau đó bị giải thể khi chính thức sáp nhập với Silver Link vào ngày 17 tháng 7 năm 2020.

## Tác phẩm

### Phim truyền hình
| Năm  | Tựa đề                                      | Đạo diễn                        | Số tập | Ghi chú                                                                                 | Nguồn  |
| ---- | ------------------------------------------- | ------------------------------- | ------ | --------------------------------------------------------------------------------------- | ------ |
| 2013 | Strike the Blood                            | Sano Takao Yamamoto Hideyo      | 24     | Chuyển thể từ light novel cùng tên của Mikumo Gakuto. Hợp tác sản xuất với Silver Link. | [ 3 ]  |
| 2015 | Chaos Dragon                                | Tachibana Hideki Matsune Masato | 12     | Dựa trên trò chơi nhập vai Red Dragon. Hợp tác sản xuất với Silver Link.                | [ 4 ]  |
| 2016 | Ange Vierge                                 | Tamura Masafumi                 | 12     | Dựa trên trò chơi thẻ sưu tập của KADOKAWA và Sega. Hợp tác sản xuất với Silver Link.   | [ 5 ]  |
| 2017 | Busō Shōjo Machiavellism                    | Tachibana Hideki                | 12     | Chuyển thể tử bộ manga của Kurokami Yūya. Hợp tác sản xuất với Silver Link.             | [ 6 ]  |
| 2018 | Death March kara hajimaru isekai kyōsōkyoku | Oonuma Shin                     | 12     | Chuyển thể từ light novel của Ainana Hiro. Hợp tác sản xuất với Silver Link.            | [ 7 ]  |
| 2019 | Senryū Shōjo                                | Jinbo Masato                    | 12     | Chuyển thể từ bộ manga cùng tên của Igarashi Masakuni.                                  | [ 8 ]  |
| 2019 | Ore wo Suki Nano wa Omae Dake ka yo         | Akitaya Noriaki                 | 12     | Chuyển thể từ light novel của Rakuda.                                                   | [ 9 ]  |
| 2021 | Mahouka koukou no yuutousei                 | Tachibana Hideki                | 13     | Chuyển thể từ manga của Satō Tsutomu.                                                   | [ 10 ] |
| 2022 | Slow Loop                                   | Akitaya Noriaki                 | 12     | Chuyển thể từ manga của Uchino Maiko.                                                   | [ 11 ] |
| 2023 | Ayakashi Triangle                           | Akitaya Noriaki                 | 12     | Chuyển thể từ manga của Yabuki Kentaro.                                                 | [ 12 ] |
| 2024 | Nozomanu Fushi no Bōkensha                  | Akitaya Noriaki                 | 12     | Chuyển thể từ light novel của Okano Yū.                                                 | [ 13 ] |
| 2024 | Seiyū Radio no Ura Omote                    | Tachibana Hideki                | 12     | Chuyển thể từ light novel của Nigatsu Kо̄ và Sabamizore.                                 | [ 14 ] |

### OVA/ONA
| Năm phát hành | Tựa đề                                  | Đạo diễn         | Số tập | Ghi chú                                                                                       | Nguồn  |
| ------------- | --------------------------------------- | ---------------- | ------ | --------------------------------------------------------------------------------------------- | ------ |
| 2014          | Bonjour Koiaji Patisserie               | Akitaya Noriaki  | 24     | Dựa trên trò chơi smartphone của more games. Hợp tác sản xuất với Silver Link.                |        |
| 2014          | Imawa no Kuni no Alice                  | Tachibana Hideki | 3      | Chuyển thể từ bộ manga cùng tên của Aso Haro. Hợp tác sản xuất với Silver Link.               | [ 15 ] |
| 2015          | Strike the Blood: Valkyria no Ōkoku-hen | Yamamoto Hideyo  | 2      | Phần tiếp theo của Strike the Blood. Hợp tác sản xuất với Silver Link.                        |        |
| 2016          | Strike the Blood II                     | Hideyo Yamamoto  | 8      | Phần tiếp theo của Strike the Blood: Valkyria no Ōkoku-hen. Hợp tác sản xuất với Silver Link. | [ 16 ] |
| 2016          | Monster Strike: Rain of Memories        | Tachibana Hideo  | 1      | Hợp tác sản xuất với Ultra Super Pictures.                                                    | [ 17 ] |
| 2017          | Busō Shōjo Machiavellism                | Tachibana Hideki | 1      | Hợp tác sản xuất với Silver Link.                                                             | [ 18 ] |
| 2018          | Strike the Blood III                    | Yamamoto Hideyo  | 10     | Phần tiếp theo của Strike the Blood II.                                                       | [ 19 ] |
| 2020          | Strike the Blood: Kieta Seisō-hen       | Yamamoto Hideyo  | 1      | Phần tiếp theo của Strike the Blood III.                                                      | [ 20 ] |
| 2020          | Strike the Blood IV                     | Yamamoto Hideyo  | 12     | Phần tiếp theo của Strike The Blood: Kieta Seisō-hen.                                         | [ 20 ] |
| 2020          | Ore o Suki Nano wa Omae Dake ka yo      | Akitaya Noriaki  | 1      | Nối tiếp câu chuyện của Ore wo Suki Nano wa Omae Dake ka yo bản truyền hình.                  | [ 21 ] |
| 2022          | Strike the Blood FINAL                  | Yamamoto Hideyo  | 4      | Phần tiếp theo của Strike the Blood IV và là OVA cuối cùng của Strike the Blood.              | [ 22 ] |